# Delfimeus baicalicus
Delfimeus baicalicus is een insect uit de familie van de mierenleeuwen (Myrmeleontidae), die tot de orde netvleugeligen (Neuroptera) behoort. 
Delfimeus baicalicus is voor het eerst wetenschappelijk beschreven door Navás in 1927.